# Поздняков, Леонтий Михайлович
Леонтий Михайлович Поздняков (1869—после 1917) — крестьянин, депутат Государственной думы IV созыва Самарской губернии.

## Биография
Крестьянин, жил в селе Александров-Гай Новоузенского уезда Самарской губернии. Выпускник одноклассного земского училища. 3 трёхлетия служил волостным старшиной. Принимал участие в установке гидротехнических сооружений в уезде. Был инициатором основания Новоузенского кружка нравственного воспитания крестьян. Занимался землепашеством на казённых землях, имел душевой земельный надел площадью 6 десятин.
25 октября 1912 года избран в Государственную думу IV созыва от съезда уполномоченных волостей Самарской губернии. Вошёл в состав конституционно-демократической фракции. Состоял в думских комиссиях по делам православной церкви, по исполнению государственной росписи доходов и расходов и по народному образования, а также в продовольственной и земельной комиссиях.
После февраля 1917 года участвовал в заседания совещаниях членов Думы, 11 марта 1917 года отправился на родину в слободу Александров-Гай.
Дальнейшая судьба и дата смерти неизвестны.

## Семья
- Жена — ?.
  - Четверо детей.

### Архивы
- Российский государственный исторический архив. Фонд 1278. Опись 9. Дело 617.